# Chráněná krajinná oblast Ponitří
Chráněná krajinná oblast Ponitří (slovensky Chránená krajinná oblasť Ponitrie) je chráněné přírodní území na Slovensku zahrnující geomorfologické celky Tribeč a Vtáčnik. Je jednou ze čtrnácti chráněných krajinných oblastí na Slovensku. Zasahuje do okresů Nitra, Partizánske, Prievidza, Topoľčany, Zlaté Moravce, Žarnovica a Žiar nad Hronom. Rozloha je 376 km². Vyhlášena byla v roce 1985, sídlo správy je v Nitře.

## Předmět ochrany
Předmětem ochrany jsou souvislé lesní porosty a lokality s výskytem stepní a lesostepní fauny a flóry. Území je tvořeno dvěma rozdílnými celky. Jižní část – pohoří Tribeč – je tvořen krystalickými břidlicemi, vápenci a dolomity. Pokrývají jej dubovo-habrové, ve vyšších polohách bukové lesy. V odlesněných stepních územích se vyskytuje suchomilná a teplomilná flóra. U obce Jelenec byl ve 14. století vysázen porost jedlého kaštanu, který dnes vytváří pralesní formaci. Severní část – Vtáčnik – je sopečného původu a tvoří ji zejména andezity. Převažují zde bukové a smíšené lesy (buk s jedlí), ve vrcholových částech bukové porosty křovinatého charakteru. Z živočichů se vyskytuje jelen, srnec obecný, daněk evropský a muflon, z šelem pak např. rys ostrovid či kočka divoká.

## Maloplošná chráněná území
Na území chráněné krajinné oblasti se nacházejí maloplošná zvláště chráněná území:
- Národní přírodní rezervace
  - Zoborská lesostep
  - Vtáčnik
  - Hrdovická
  - Veľká skala
- Přírodní rezervace
  - Žibrica
  - Solčiansky háj
  - Kovarská hôrka
  - Dobrotínske skaly
  - Buchlov
  - Makovište
  - Sokolec
- Přírodní památky
  - Ostrovica
  - Končitá
  - Svoradova jeskyně
- Chráněné areály
  - Jelenská gaštanica
  - Kostolianske lúky
  - Zubří obora v Topoľčiankách